# 瑞典首相
瑞典首相（瑞典語：Sveriges statsminister），直译为“国务大臣”，是瑞典王國政府首腦。1876年，路易·耶哈德·德·耶尔出任首任首相。現任首相為乌尔夫·克里斯特松，2022年10月18日就任。

## 歷史
1876年之前，瑞典首相一職尚未設立。歷史上樞密院最高級成員的職能與現時首相相似，尤其在1718年至1772年，瑞典君主權力被大幅削弱，樞密院首長成為瑞典政治最高人物。
根據1809年通過的憲法，瑞典設立了司法國務大臣（Justitiestatsminister）和外交國務大臣（Utrikesstatsminister）兩職，但職能只是統領各自所轄部門。1876年，首相一職設立，原司法國務大臣路易斯·德·耶爾出任首相；同時，司法國務大臣改稱司法大臣（Justitieminister），外交國務大臣改稱外交大臣（Utrikesminister）。1876年至1970年，瑞典首相尊稱「閣下」（Excellens）。
1973年以前，政府是通過樞密院行使權力的。1973年政府改革後，正式確立了議會制，創立了內閣政府。

## 職能
首相辭職、任內身故，或被議會勒令離職時，議會議長都會要求他（或其副手）暫時留任過渡政府，直至選出繼任人為止。議長會諮詢各政黨領袖，然後向議會提名新首相，並等待議會通過。新首相獲通過後，他可指定新政府內閣的人數和人選。
除了首相之外，其他政府官員可經不信任投票勒令辭職，而不需議會批准。當首相被不信任投票勒令辭職時，整個內閣即告垮臺，而選舉新首相的程序隨即開展。即使是不信任動議通過後，首相也有權力解散議會，但選舉後三月內並無此權。
憲法規定首相可委任其中一名內閣部長為副首相，以便首相不能履行職務時代行其職。若首相不能履行職務時並未委任副首相，或副首相缺席，則由年資最長的內閣部長代理政府首腦（若服務時間最長者多於一人，則由當中最年長者代理）。

## 官邸

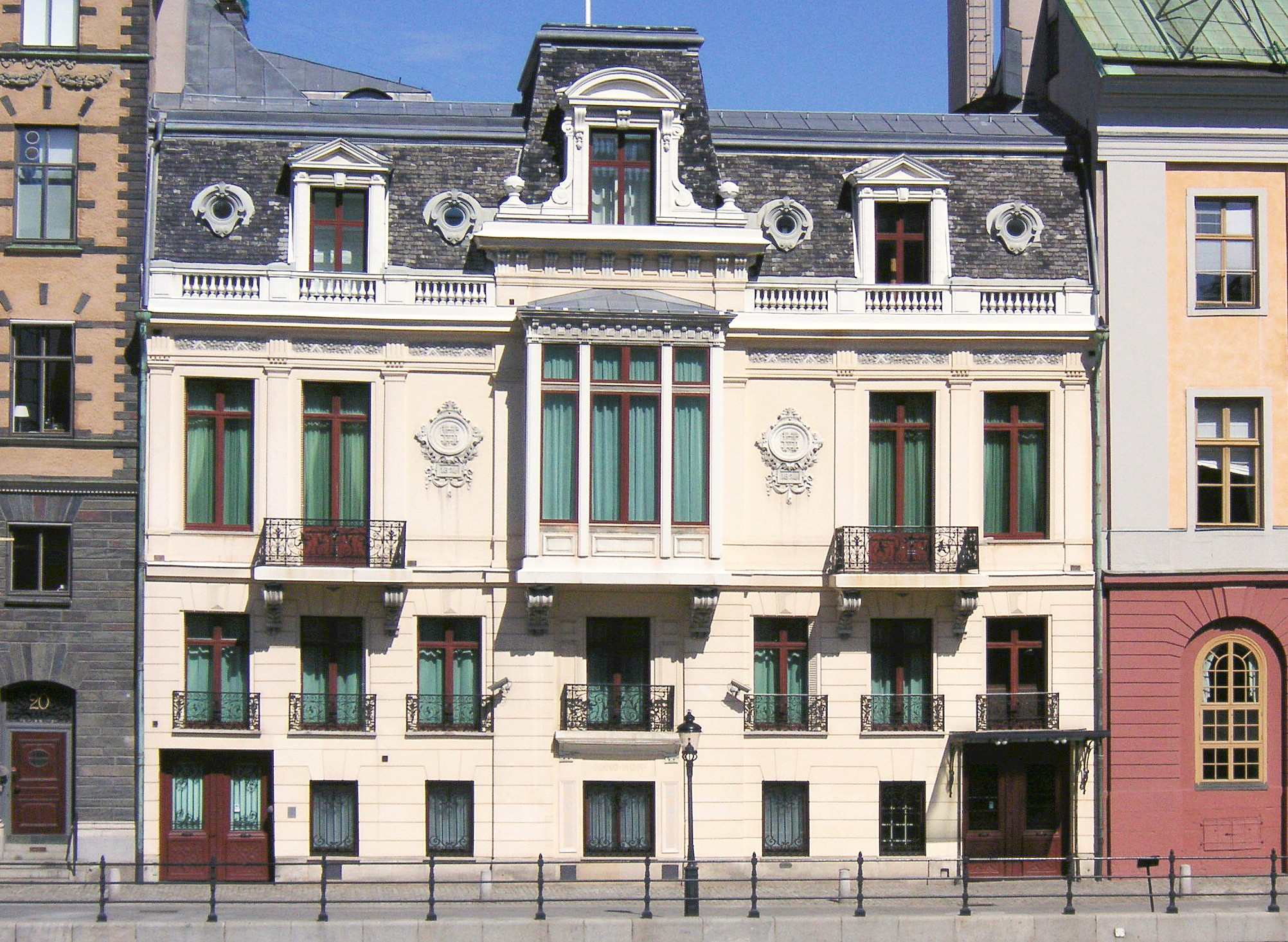
萨格尔宫

政府辦公室暨首相辦公室位於斯德哥爾摩中央的罗森巴德(Rosenbad)，對岸是瑞典議會大樓所在地聖靈島（Helgeandsholmen）。
1995年後，罗森巴德和議會大樓旁的萨格尔府(Sager Palatset)成為首相的私人住所。
1953年後，位於南曼蘭省弗伦市镇的哈普松德莊園(Harpsund)用作首相的郊外住所。哈普松德也經常用作政府會議，和政府與工業和其他組織的會議。

## 歷任首相列表
- = 独立人士
- = 農民黨(Lantmanna Party)
- = 保护主义多数党(Protectionist Majority Party)
- = 国家党(National Party)
- = 自由黨(Liberals)
- = 社会民主党(Swedish Social Democratic Party)
- = 中間黨(Centre Party)
- = 温和党(Moderate Party)

| #  | 首相                                | 首相           | 就任           | 離任           | 政黨               |
| -- | ----------------------------------- | -------------- | -------------- | -------------- | ------------------ |
| 1  | 老路易·德·耶尔                      |                | 1876年3月20日  | 1880年4月19日  | 無黨籍（自由派）   |
| 2  | 阿爾維德·波瑟                       |                | 1880年4月19日  | 1883年6月13日  | 農民黨             |
| 3  | 卡爾·約翰·蒂塞柳斯                  |                | 1883年6月13日  | 1884年5月16日  | 無黨籍（保守派）   |
| 4  | 罗伯特·滕普坦德                     |                | 1884年5月16日  | 1888年2月6日   | 無黨籍（自由派）   |
| 5  | 吉利斯·比爾特                       |                | 1888年2月6日   | 1889年10月12日 | 無黨籍（保守派）   |
| 6  | 古斯塔夫·阿克耶尔姆                 |                | 1889年10月12日 | 1891年7月10日  | 保護主義多數黨     |
| 7  | 埃里克·古斯塔夫·博斯特倫            |                | 1891年7月10日  | 1900年9月12日  | 農民黨             |
| 8  | 弗雷德里克·馮·奧特                  |                | 1900年9月12日  | 1902年7月5日   | 無黨籍（保守派）   |
| 9  | 埃里克·古斯塔夫·博斯特倫 （第二任） |                | 1902年7月5日   | 1905年4月13日  | 農民黨             |
| 10 | 約翰·拉姆斯泰特                     |                | 1905年4月13日  | 1905年8月2日   | 無黨籍（保守派）   |
| 11 | 克里斯蒂安·倫德貝里                 |                | 1905年8月2日   | 1905年11月7日  | 保護主義多數黨     |
| 12 | 卡爾·斯塔夫                         |                | 1905年11月7日  | 1906年5月29日  | 自由思想全國協會   |
| 13 | 阿爾維德·林德曼                     |                | 1906年5月29日  | 1911年10月7日  | 大選聯盟           |
| 14 | 卡爾·斯塔夫 （第二任）              |                | 1911年10月7日  | 1914年2月17日  | 自由思想全國協會   |
| 15 | 亞爾馬·哈馬舍爾德                   |                | 1914年2月17日  | 1917年3月30日  | 獨立保守主義者     |
| 16 | 卡爾·斯瓦茨                         |                | 1917年3月30日  | 1917年10月19日 | 国家党             |
| 17 | 尼爾斯·埃登                         |                | 1917年10月19日 | 1920年3月10日  | 自由思想全國協會   |
| 18 | 亞爾馬·布蘭廷                       |                | 1920年3月10日  | 1920年10月27日 | 瑞典社会民主工人党 |
| 19 | 小路易斯·德·耶爾                    |                | 1920年10月27日 | 1921年2月23日  | 無黨籍（自由派）   |
| 20 | 奧斯卡·馮·敘多                      |                | 1921年2月23日  | 1921年10月13日 | 無黨籍（保守派）   |
| 21 | 亞爾馬·布蘭廷 （第二任）            |                | 1921年10月13日 | 1923年4月19日  | 瑞典社会民主工人党 |
| 22 | 恩斯特·特里格                       |                | 1923年4月19日  | 1924年10月18日 | 国家党             |
| 23 | 亞爾瑪·布蘭廷 （第三任）            |                | 1924年10月18日 | 1925年1月24日  | 瑞典社会民主工人党 |
| 24 | 里卡德·桑德勒                       |                | 1925年1月24日  | 1926年6月7日   | 瑞典社会民主工人党 |
| 25 | 卡爾·古斯塔夫·埃克曼                |                | 1926年6月7日   | 1928年10月2日  | 自由思想全國協會   |
| 26 | 阿爾維德·林德曼 （第二任）          |                | 1928年10月2日  | 1930年6月7日   | 大選聯盟           |
| 27 | 卡爾·古斯塔夫·埃克曼 （第二任）     |                | 1930年6月7日   | 1932年8月6日   | 自由思想全國協會   |
| 28 | 費利克斯·哈姆林                     |                | 1932年8月6日   | 1932年9月24日  | 自由思想全國協會   |
| 29 | 佩爾·阿爾賓·漢松                    |                | 1932年9月24日  | 1936年6月19日  | 瑞典社会民主工人党 |
| 30 | 阿克塞爾·皮爾松-布拉姆斯托普        |                | 1936年6月19日  | 1936年9月28日  | 農民聯盟           |
| 31 | 佩爾·阿爾賓·漢松 （第二任）         |                | 1936年9月28日  | 1946年10月6日  | 瑞典社会民主工人党 |
| –  | 厄斯滕·溫登 （代理）                |                | 1946年10月6日  | 1946年10月11日 | 瑞典社会民主工人党 |
| 32 | 塔格·埃蘭德                         |                | 1946年10月11日 | 1969年10月14日 | 瑞典社会民主工人党 |
| 33 | 奥洛夫·帕尔梅                       |                | 1969年10月14日 | 1976年10月8日  | 瑞典社会民主工人党 |
| 34 | 图尔比约恩·费尔丁                   |                | 1976年10月8日  | 1978年10月18日 | 中間黨             |
| 35 | 奥拉·乌尔斯滕                       |                | 1978年10月18日 | 1979年10月12日 | 人民党             |
| 36 | 图尔比约恩·费尔丁 （第二任）        |                | 1979年10月12日 | 1982年10月8日  | 中間黨             |
| 37 | 奥洛夫·帕尔梅 （第二任）            |                | 1982年10月8日  | 1986年2月28日  | 瑞典社会民主工人党 |
| 38 | 英瓦爾·卡爾松                       |                | 1986年3月1日   | 1991年10月4日  | 瑞典社会民主工人党 |
| 39 | 卡尔·比尔特                         |                | 1991年10月4日  | 1994年10月7日  | 溫和黨             |
| 40 | 英瓦爾·卡爾松 （第二任）            |                | 1994年10月7日  | 1996年3月22日  | 瑞典社会民主工人党 |
| 41 | 約蘭·佩爾松                         |                | 1996年3月22日  | 2006年10月6日  | 瑞典社会民主工人党 |
| 42 | 弗雷德里克·赖因费尔特               |                | 2006年10月6日  | 2014年10月3日  | 溫和黨             |
| 43 | 斯特凡·勒文                         |                | 2014年10月3日  | 2021年11月30日 | 瑞典社会民主工人党 |
| 44 | 玛格达莱娜·安德松                   |                | 2021年11月24日 | 2021年11月24日 | 瑞典社会民主工人党 |
| 45 | 玛格达莱娜·安德松                   | 2021年11月30日 | 2022年10月18日 |                | 瑞典社会民主工人党 |
| 46 | 乌尔夫·克里斯特松                   |                | 2022年10月18日 | 现任           | 溫和黨             |

## 外部連結
- 20世紀的瑞典政府